# Лісний Хутор
Лісни́й Ху́тор (каз. Лесной Хутор) — село у складі Бурабайського району Акмолинської області Казахстану. Входить до складу Златопольського сільського округу.
Населення — 79 осіб (2021; 122 у 2009, 301 у 1999, 223 у 1989).
Національний склад станом на 1989 рік:
- росіяни — 69 %.